# Seán Dunphy
Seán Dunphy (* 30. November 1937 in Whitehall, Dublin; † 17. Mai 2011 in Baldoyle, Dublin) war ein irischer Sänger.

## Leben
Anfang der 1960er Jahre, nach Beendigung seines Militärdienstes, arbeitete Dunphy als Zimmerer. In seiner Freizeit war er Sänger bei einer Band namens Keymen. Er ging schließlich nach England, um dort als Zimmerer tätig zu werden. Während er nun tagsüber arbeitete, sang er nachts im Hibernian Ballroom im Londoner Stadtteil Fulham. Zu dieser Zeit erfuhr er, das für die Showband The Hoedowners ein neuer Sänger gesucht wurde. Dunphy bewarb sich daraufhin und erhielt die Stelle. Die Band veröffentlichte zwischen 1966 und 1973 insgesamt 14 Singles die es alle in die irischen Charts schafften. Die Titel Lonely Woods of Upton und When The Fields Were White With Daisies schafften es 1969 sogar auf Platz 1. Dunphy selbst erzielte daneben zwei Solohits in den späten 1970ern.
Bei dem Eurovision Song Contest 1967 vertrat er Irland als Solokünstler und erreichte mit dem Titel If I Could Choose den zweiten Platz.
Im Jahr 2007 musste er sich einer vierfachen Bypassoperation unterziehen. Trotzdem blieb er auch weiterhin als Sänger aktiv. Sein letztes Konzert gab er nur 24 Stunden vor seinem Tod.
Dunphy war verheiratet und hatte vier Kinder, drei Söhne und eine Tochter. Sein Sohn Brian ist Mitglied der Band The High Kings.